# Borsa di Mosca
La Borsa di Mosca (russo: ОАО Московская биржа) è la più grande borsa in Russia, con sede a Mosca, in cui si può commerciare azioni, obbligazioni, derivati e valute.
Nacque il 19 dicembre 2001 attraverso la fusione del MICEX (Moscow Interbank Currency Exchange) e l'Indice RTS, entrambe le organizzazioni nacquero negli anni '90 e per due decenni primeggiarono negli scambi finanziari in Russia.

## Crisi finanziaria 2022
Il 24 febbraio 2022, in seguito all'annuncio da parte del presidente della Russia, Vladimir Putin, dell'invasione russa dell'Ucraina e della conseguente crisi finanziaria, la borsa di Mosca ha sospeso le negoziazioni fino a nuovo avviso. Il 27 febbraio 2022 ITAR-TASS ha annunciato il divieto di vendita dei titoli da parte degli azionisti deterrenti.